# Adolf Schruth
Adolf Schruth (* 11. Februar 1872 in Dresden; † 10. Oktober 1946 in Radebeul) war ein deutscher Uhrmacher, Redakteur und Heimatforscher, der in der 1. Hälfte des 20. Jahrhunderts zu den wichtigsten Chronisten des Elbtals zwischen Dresden und Meißen zählte.

## Leben
Er war der Sohn des Dresdner Kaufmannes Theodor Schruth und dessen Ehefrau Anna Johanne. Nach dem Schulbesuch nahm er eine Lehre zum Uhrmacher auf. Doch schon bald erkannte er seine Neigung und Fähigkeiten als Redakteur. Er arbeitete für die Heimatzeitschrift Die Elbaue, später erhielt er das Amt des Schriftleiters beim Kötzschenbrodaer Generalanzeiger.
Bereits frühzeitig erkannte Adolf Schruth die Bedeutung der Kommunal- und Staatsarchive. Autodidaktisch erlernte er das Lesen der deutschen Schrift und wertete unzählige Archivalien aus dem Elbtal zwischen Dresden und Meißen aus und publizierte zahlreiche Aufsätze und einige Monographien darüber. Zu seinen bedeutendsten Werken zählen die Ortschroniken von Kötzschenbroda, Naundorf, Niederlößnitz, Serkowitz und Zitzschewig, die in zeitaufwändiger Arbeit entstanden. Noch im bereits fortgeschrittenen Alter von 69 Jahren erfolgte im Jahre 1941 seine Ernennung zum Stadtchronisten von Radebeul.
Schruth war seit 1899 verheiratet. Er wohnte lange Jahre in Kötzschenbroda in dem heute denkmalgeschützten Mietshaus Hermann-Ilgen-Straße 40, nur zwei Ecken vom Redaktionssitz seiner Zeitung entfernt.

## Werke (Auswahl)
- Ein Dingtag in Zitzschewig. In: Bunte Bilder aus dem Sachsenlande. Band 3. Dresden 1926, S. 50–53.
- Adolf Schruth; Manfred Richter (Bearb.): Chronik Niederlößnitz. Radebeul 2010, S. 19 (Online [PDF; 427 kB] Erstausgabe:  1930).
- Vom Spitzhaus zum Jakobstein. Geschichtliche Streifzüge durch die Lößnitz.(= Geschichtliche Wanderfahrten, 14), Dresden 1931 (Digitalisat).
- Adolf Schruth; Manfred Richter (Bearb.): Chronik: Das Amtsdorf Naundorf. Radebeul (heimatgeschichte-radebeul.lima-city.de (Memento vom 8. Dezember 2015 im Internet Archive) [PDF; 605 kB] 1931; 1986/2010).
- Adolf Schruth; Manfred Richter (Bearb.): Chronik Kötzschenbroda Teil I, Teil II. Radebeul (1934, 1936; 1986/2010. Online:

Teil I (pdf; 423 kB) (Memento vom 20. Dezember 2014 im Internet Archive),
Teil II (pdf; 467 kB) (Memento vom 20. Dezember 2014 im Internet Archive)).
- Adolf Schruth; Manfred Richter (Bearb.): Chronik: Das Prokuraturamts- und Syndikatsdorf Zitzschewig. Radebeul (Online-Version [PDF; 671 kB] 1934; 1986/2010).
- Adolf Schruth; Manfred Richter (Bearb.): Chronik Serkowitz. Radebeul 2010 (Digitalisat (Memento vom 10. Januar 2015 im Internet Archive) [PDF; 656 kB]).
- Fürstenhain. In: Heimatkundliche Blätter der Stadt Radebeul, Heft 1, o. J.